# Courson (Calvados)
Courson és un municipi francès situat al departament de Calvados i a la regió de Normandia. L'any 2007 tenia 430 habitants.

## Demografia

### Població
El 2007 la població de fet de Courson era de 430 persones. Hi havia 182 famílies de les quals 52 eren unipersonals (24 homes vivint sols i 28 dones vivint soles), 63 parelles sense fills, 51 parelles amb fills i 16 famílies monoparentals amb fills.
La població ha evolucionat segons el següent gràfic:
Habitants censats

### Habitatges
El 2007 hi havia 238 habitatges, 185 eren l'habitatge principal de la família, 36 eren segones residències i 17 estaven desocupats. Tots els 237 habitatges eren cases. Dels 185 habitatges principals, 127 estaven ocupats pels seus propietaris, 55 estaven llogats i ocupats pels llogaters i 3 estaven cedits a títol gratuït; 1 tenia una cambra, 2 en tenien dues, 26 en tenien tres, 49 en tenien quatre i 107 en tenien cinc o més. 161 habitatges disposaven pel capbaix d'una plaça de pàrquing. A 100 habitatges hi havia un automòbil i a 70 n'hi havia dos o més.

### Piràmide de població
La piràmide de població per edats i sexe el 2009 era:
| Homes | Edats   | Dones |
| ----- | ------- | ----- |
| 0     | 95 o +  | 0     |
| 0     | 90 a 94 | 0     |
| 4     | 85 a 89 | 0     |
| 0     | 80 a 84 | 4     |
| 4     | 75 a 79 | 4     |
| 8     | 70 a 74 | 16    |
| 24    | 65 a 69 | 12    |
| 16    | 60 a 64 | 20    |
| 12    | 55 a 59 | 4     |
| 8     | 50 a 54 | 16    |
| 24    | 45 a 49 | 12    |
| 20    | 40 a 44 | 28    |
| 16    | 35 a 39 | 12    |
| 12    | 30 a 34 | 12    |
| 20    | 25 a 29 | 20    |
| 28    | 20 a 24 | 16    |
| 20    | 15 a 19 | 28    |
| 16    | 10 a 14 | 32    |
| 20    | 5 a 9   | 4     |
| 4     | 0 a 4   | 16    |

## Economia
El 2007 la població en edat de treballar era de 280 persones, 215 eren actives i 65 eren inactives. De les 215 persones actives 196 estaven ocupades (115 homes i 81 dones) i 19 estaven aturades (6 homes i 13 dones). De les 65 persones inactives 33 estaven jubilades, 14 estaven estudiant i 18 estaven classificades com a «altres inactius».

### Ingressos
El 2009 a Courson hi havia 174 unitats fiscals que integraven 413 persones, la mediana anual d'ingressos fiscals per persona era de 14.158 €.

### Activitats econòmiques
Dels 9 establiments que hi havia el 2007, 1 era d'una empresa extractiva, 4 d'empreses de construcció, 1 d'una empresa de transport i 3 d'empreses d'hostatgeria i restauració.
Dels 4 establiments de servei als particulars que hi havia el 2009, 2 eren paletes, 1 fusteria i 1 electricista.
L'any 2000 a Courson hi havia 50 explotacions agrícoles que ocupaven un total de 1.785 hectàrees.

## Equipaments sanitaris i escolars
El 2009 hi havia una escola elemental.

## Poblacions més properes
El següent diagrama mostra les poblacions més properes.